# Textiel- en Kledingmuseum
Het Textiel- en Kledingmuseum, (Catelaans: Museu Tèxtil i d'Indumentària), is een in Barcelona gevestigd museum rond mode, textiel en kleding opgericht in 1982.
De uitgebreide collectie van kleding, textiel en sieraden heeft een grote artistieke en historische waarde. De collectie toont de geschiedenis van de 16e eeuw tot nu. Het museum heeft Koptische, Spaans-Arabische (tussen 700-1500), gotische en renaissance stoffen, borduurwerk, een afdeling kantwerk en een verzameling prenten. Ook is er een sieradencollectie, die ongeveer 500 stukken bevat uit Spanje.
Samen met het Museum van Decoratieve Kunsten (Museu de les Arts Decoratives) en het Kabinet van Grafische Kunst (Gabinet de les Arts Gràfiques) maakt het deel uit van de Design Hub (Disseny Hub Barcelona). Oorspronkelijk zat deze hub in het Koninklijk Paleis van Pedralbes (Palau Reial de Pedralbes) in Barcelona. Deze Design Hub is sinds 2008 gevestigd in Plaça de les Glòries Catalanes 37, Barcelona, Spanje.

## Geschiedenis
De geschiedenis van het Textiel- en Kledingmuseum begint in 1883. Barcelona verwierf zijn eerste collecties. Gedurende een groot deel van de 20e eeuw waren de collecties textiel, kleding en kantwerk verdeeld over verschillende musea.
In 1961 werd het Textielmuseum (Museu Tèxtil) geopend in het oude Hospital de la Santa Creu, in 1968 opende het Kantmuseum (Museu de les Puntes) in het Palau de la Virreina en in 1969 het Kledingmuseum (Museu d'Indumentària) in het Palau del Marquès de Lió. In 1982 werden deze drie samengevoegd tot het Textiel- en Kledingmuseum.
In 1993 opende het Textiel- en Kledingmuseum een permanente tentoonstelling om zijn historische collectie te tonen. Sinds 2003 is deze tentoonstelling gericht op modecultuur.